# Guerra di Ribagorza
La guerra di Ribagorza fu un conflitto all'interno della Contea di Ribagorza, alla fine del XVI secolo, che derminò la fine della contea. Sollevandosi contro il loro signore, i vassalli della contea furono soggetti alla repressione del conte, mentre le alleanze e inimicizie dei nobili in lotte dinastiche coinvolsero briganti e nobili vicini, prima che corona sfruttasse il conflitto per incorporare la contea.

## Origine
La contea di Ribagorza aveva vissuto un periodo di instabilità da quando il governo di Martín de Gurrea y Aragón, dovette soffocare una rivolta nel 1554. Da allora la corona cercò di revocare il feudo, ma il Justicia de Aragón emise un provvedimento a favore di Martin. Nel 1565 cercò di risolvere la questione abdicando in favore di suo figlio Juan de Gurrea y Aragón, ma la sentenza di omicidio per la morte della moglie del figlio, nel 1573, fece tornare la contea nelle sue mani. Nel 1578 esplose una nuova rivolta a Benabarre mentre Martin era sempre più disimpegnato dopo la perdita del figlio e di altre persone care. Nel 1579 venne arrestato il suo amico Antonio Pérez, per uno scandalo che finì per influenzare la contea.

## Fine
È in questo contesto che Fernando II di Ribagorza ereditò la contea alla morte di suo padre nel 1581, di fronte alla rivolta dei suoi soggetti. Riuscì a sconfiggere la rivolta di Benabarre nel 1587 e a far uccidere il suo capo, Juan de Ager. Infine, riuscì a ristabilire la sua autorità con il sostegno del Bardají di Benasque, che si oppose alla rivolta, e di Lupercio Latrás, bandito pirenaico.
Tuttavia, i ribelli continuarono la loro protesta nel contesto delle alteraciones de Aragón che avevano causato la fuga di Antonio Pérez. Ciò portò ad intervenire Diego Fernandez de Cabrera-Bobadilla e Mendoza, conte di Chinchon, rappresentante fedele alla corona d'Aragona corona e nemico della Casa di Villahermosa per la sua parentela con la defunta moglie di Juan de Gurrea. Diede il suo sostegno al bandito Minyo Montellà e riuscì a catturare Fernando II nel 1591 accusandolo di complicità nelle alteraciones. Fernando fu costretto a dimettersi dalla contea in favore della corona e venne imprigionato nei castelli di Burgos e Miranda de Ebro, dove morì.
Francisco de Gurrea y Aragón, fratello di Fernando, continuó a reclamare il feudo per la sua famiglia, dandosi il titolo di Francisco I de Ribagorza fino al 1598. In quella data, patteggiò con la corona la rinuncia alla contea in cambio del titolo di conte di Luna e delle commende di Bexis, Castell de Castells, Terés e Teresa nel regno di Valencia.